# Ященко, Зоя Николаевна
Зо́я Никола́евна Я́щенко (род. 29 февраля 1972, Полтава) — русская певица украинского происхождения, поэтесса, музыкант, создатель и лидер группы «Белая Гвардия».
Окончила факультет журналистики МГУ. Писать песни начала ещё в школе. Переехав в Москву, занималась в гитарной школе-студии Александра Евстигнеева, в поэтической студии Дмитрия Сухарева. Первый сольный концерт Зои состоялся на сцене общежития Московского университета на улице Шверника (Дом аспиранта и стажёра МГУ).

## Белая Гвардия
Годом рождения группы «Белая Гвардия» можно считать 1993 год, когда был записан первый альбом с одноимённым названием «Белая Гвардия». Это был акустический альбом, сведённый в домашних условиях, и отнюдь не студийного качества. Тем не менее большинству этих песен суждено было стать хрестоматийными хитами: «Белая гвардия», «Кофейни», «Генералы гражданской войны», «Крыши».
В первом составе группы вместе с Зоей играли Олег Заливако (гитара), Юрий Сошин (гитара), Катя Орлова (флейта). «Белая Гвардия» регулярно выступала с сольными концертами в концертных залах ДК МВД, Олимпийской деревни, ДК МЭИ, ДК «Меридиан», в Политехническом музее и Центральном Доме художника.
По определению самих участников, стиль их музыки — это «Сенти-Ментальный Рок».

Этимология этого словосочетания следующая: ментальный — значит умственный, сентиментальный — чувственный. А РОК — понимать можно по-разному: или как направление в музыке, или как судьбу, предначертанное, неминуемое. Сенти-Ментальный рок — узкая тропинка между логикой и чувством, попытка объединить женское и мужское начало, инь и ян…
Название группы напрямую не связано ни с Белым движением, ни с одноимённым романом М. Булгакова. (Впрочем, существует песня «Генералы Гражданской войны, или Посвящение Колчаку», одна из самых ранних в творчестве группы, а также одна из известнейших.) Вплоть до своего первого выступления в 1993 году на фестивале им. В. Грушина коллектив Зои Ященко не имел названия. Чтобы как-то представить группу членам жюри фестиваля, Зоя взяла в качестве названия первую строчку из песни, которую собиралась спеть на конкурсе:
«Белая гвардия, белый снег,
Белая музыка революций…»
Имя «Белая Гвардия» закрепилось моментально, и менять его уже не было смысла. Позднее, отвечая на вопрос, откуда взялось такое название, Зоя придумала несколько версий ответа:
1. «Белая Гвардия» — это гвардия, которая служит Белой Богине (так называют Музу в древнегреческой мифологии).
2. Ключевое слово в названии — «белая». Белый цвет символизирует чистый лист, на котором можно изобразить то, что захочешь.
3. «Белая Гвардия» — сокращённо «БГ», что значит «Бог», имя, данное Богом.

### Хронология
- В 1994 и 1995 годах вышли альбомы «Голубая стрела» и «Тонкие миры».
- В 1996 и 1997 годах вышли два новых альбома — «Амулет» (акустика) и «Зной» (электричество). Это Зоины впечатления о далёкой Индии. Индия надолго становится любимой страной и предметом поэзии в Зоиных стихах, песнях и рассказах.
- В 1999 году старый коллектив группы распался, и Зоя приглашает к сотрудничеству гитариста, композитора и аранжировщика Дмитрия Баулина. С ним она записывает «питерский» по настроению альбом «Это всё ты». В группу приходит флейтист Павел Ерохин, басист Константин Реутов, скрипач Артём Руденко. 
  - С 1999 года окончательно утверждается современный инструментальный состав группы (две гитары, бас, флейта, скрипка, перкуссия).
- В 2000 году Зоя Ященко и «Белая Гвардия» впервые появляются на телевидении в программе Дмитрия Диброва «Антропология». Группу приглашают на гастроли в Германию и Францию.
- В 2001 и 2002 году Зоя вместе с Дмитрием Баулиным, который становится саунд-продюсером группы, записывает сразу два альбома — «Другие острова» и «Когда ты вернёшься». Последний является «реинкарнацией» самого первого альбома. В него включены некоторые старые песни, не издававшиеся ранее.
- Четыре текста «Белой Гвардии» цитирует в своих «Дозорах» популярный русский фантаст Сергей Лукьяненко, которому однажды кто-то из друзей посоветовал послушать хорошие песни, прислав ссылку на «белогвардейский» сайт.
- В июле 2005 года «Песня рядового» из альбома «Кукла в кармане» попадает в программу «Худсовет» на «Нашем радио». По итогам месяца песня побеждает с большим отрывом от конкурентов и попадает в эфир «Нашего радио».
- В 2005 году Зоя выпускает один за другим десятый и одиннадцатый альбомы «Кукла в кармане» и «Питер», в каждый из которых вошли несколько сольных песен Дмитрия Баулина. С декабря 2006 года «белогвардейская» песня «Питер» регулярно звучит на интернет-радиостанции «Радио 101».
- В 2006 году была издана книга Зои Ященко «25 песен и 5 рассказов» и документальный фильм на DVD «Я буду лететь» о творчестве группы (жизнь на сцене и за кулисами, репетиции, телеэфиры, интервью, путешествия и многое другое, рассказанное самими музыкантами).
- В мае 2008 г. «Белая Гвардия» выпустила сборник видеоклипов группы на DVD. В сборник вошли клипы на песни:
  - «Питер»,
  - «Море»,
  - «Я буду лететь»,
  - «День сурка»,
  - «Копейка»,
  - «Я с тобой»,
  - «Один из семи»,
  - «В лодке твоей».
- Через год, в мае 2009 года, новые песни Зои Ященко и Дмитрия Баулина были записаны на новую пластинку под названием «Заводной сверчок».
  - В октябре 2009 года выходит ещё один альбом, четырнадцатый по счёту, «Ключ из пепла».
  - И в том же 2009-м, в декабре, саунд-продюсер «Белой Гвардии», её аранжировщик и солист группы Дмитрий Баулин записывает совместно с музыкантами группы свой первый авторский альбом «Один шаг».
- Весной 2010 года группа полностью перезаписывает альбом 1999 года «Это всё ты».
- В 2016 году выходит книга-интервью Зои Ященко «За два часа до начала лета». Зоя отвечает на вопросы журналисту Анатолию Обыдёнкину. Книга состоит из рассказов о  группе, о гастролях, о музыкантах, в ней есть  истории написания песен, публикуются избранные стихи и фотографии из личного архива.
- С 2010 по 2023 годы записано ещё восемь альбомов: «Сказки Метерлинка», «Так восходит луна», «Зазеркалье», «Венеция», «Вишневое варенье», «Письма из прошлого», «Деревья», «Прописью на стене».
- В 2017 году издан сборник текстов песен группы «Белая Гвардия», в который кроме Зоиных стихов вошли стихи Дмитрия Баулина и Олега Заливако.
- В 2023 году у Зои вышла книга сказок «Все девочки мечтают о бальных платьях». А в 2024 – сборник историй для самых маленьких «Поля и снеговик».

## Личная жизнь
Зоя Николаевна Ященко живёт и работает в Москве.
Муж —  Дмитрий Баулин.

## Дискография
1. 1993 — «Белая Гвардия»
2. 1994 — «Голубая стрела»
3. 1995 — «Тонкие миры»
4. 1996 — «Амулет»
5. 1997 — «Зной»
6. 1999 — «Это всё ты»
7. 2000 — «За два часа до начала лета»
8. 2001 — «Другие острова»
9. 2002 — «Когда ты вернёшься…» (переизданный и дополненный вариант первого альбома «Белая Гвардия»)
10. 2005, январь — «Кукла в кармане»
11. 2005, май — «Питер»
12. 2007 — «Глаза цвета кофе» (сборник лучших песен)
13. 2009, май — «Заводной сверчок»
14. 2009, ноябрь — «Ключ из пепла»
15. 2009, декабрь — Альбом Дмитрия Баулина «Один шаг»
16. 2010 — «Это всё Ты» (заново переписанный альбом 1999 года)
17. 2011 — «Сказки Метерлинка»
18. 2013 — «Так восходит луна»
19. 2015 — «Зазеркалье»
20. 2016 — «Ретроспектива» — двойной альбом лучших песен;
21. 2017 — «Венеция»
22. 2018 — «Вишнёвое варенье»
23. 2019 — «Письма из прошлого»
24. 2020 — «Деревья»
25. 2023 — «Прописью на стене»